# 優雅な母娘
『優雅な母娘』（ゆうがなおやこ 朝: 우아한 모녀）は2019年韓国のテレビドラマ。2019年から2020年にかけて韓国放送公社で放送された。全103話。
医療ミスで子供を亡くした母親と母親から復讐の道具として育てられた「娘」を中心に繰り広げるテレビドラマ。

## 出演
- チェ・ミョンギル
- チャ・イェリョン
- キム・フンス
- オ・チェイ
- イ・ヘウ

## スタッフ
- 演出：オ・スソン
- 脚本：オ・サンヒ

## 日本での放送
2020年3月26日、KBSワールドで初放送され、BS11、テレビ東京等放送では「74話」で放送される。